# Габріель Закуані
Габріель Абдала Закуані (фр. Gabriel Abdala Zakuani; нар. 31 травня 1986, Кіншаса, Демократична Республіка Конго) — конголезький футболіст, захисник національної збірної ДР Конго та англійського клубу «Нортгемптон Таун».

## Клубна кар'єра
У дорослому футболі дебютував 2002 року виступами за команду клубу «Лейтон Орієнт», в якій провів чотири сезони, взявши участь у 87 матчах чемпіонату.  Більшість часу, проведеного у складі «Лейтон Орієнт», був основним гравцем захисту команди.
Згодом з 2006 по 2009 рік грав у складі команд клубів «Фулгем», «Сток Сіті» та «Пітерборо Юнайтед».
До складу «Пітерборо Юнайтед» повернувся 2009 року. Цього разу відіграв за команду з Пітерборо наступні п'ять сезонів своєї ігрової кар'єри. Граючи у складі «Пітерборо Юнайтед» також здебільшого виходив на поле в основному складі команди.
Протягом 2014—2016 років захищав кольори клубів «Каллоні» та «Пітерборо Юнайтед».
До складу клубу «Нортгемптон Таун» приєднався 2016 року.

## Виступи за збірну
2013 року дебютував в офіційних матчах у складі національної збірної Демократичної Республіки Конго.
У складі збірної був учасником Кубка африканських націй 2013 року у ПАР, Кубка африканських націй 2015 року в Екваторіальній Гвінеї, Кубка африканських націй 2017 року у Габоні.

## Титули і досягнення
- Бронзовий призер Кубка африканських націй: 2015